# Аргентинська економічна криза

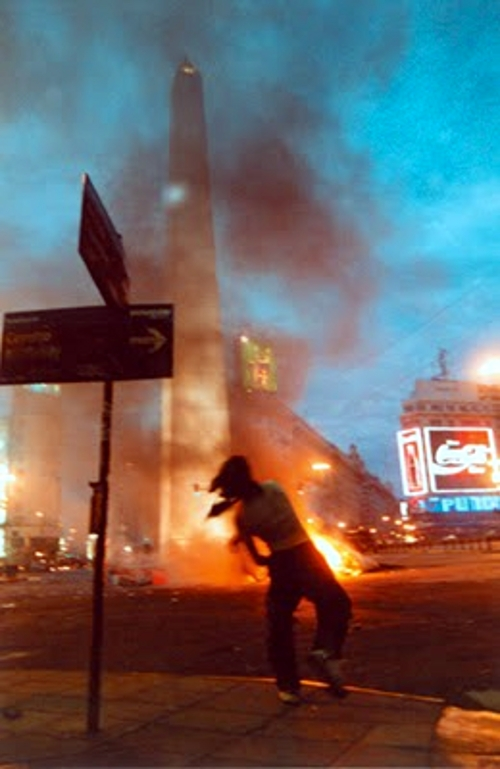

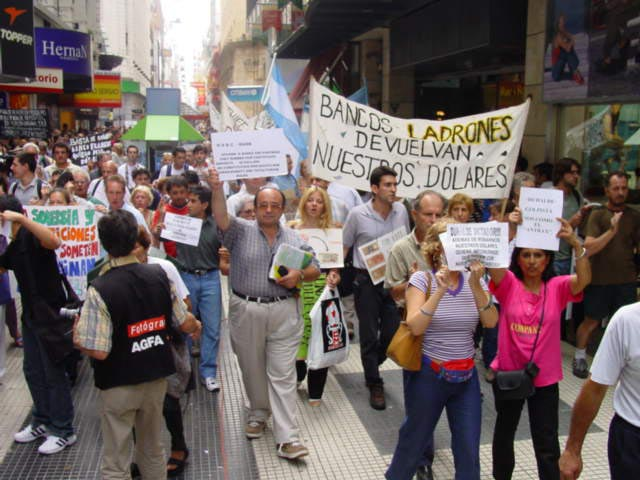

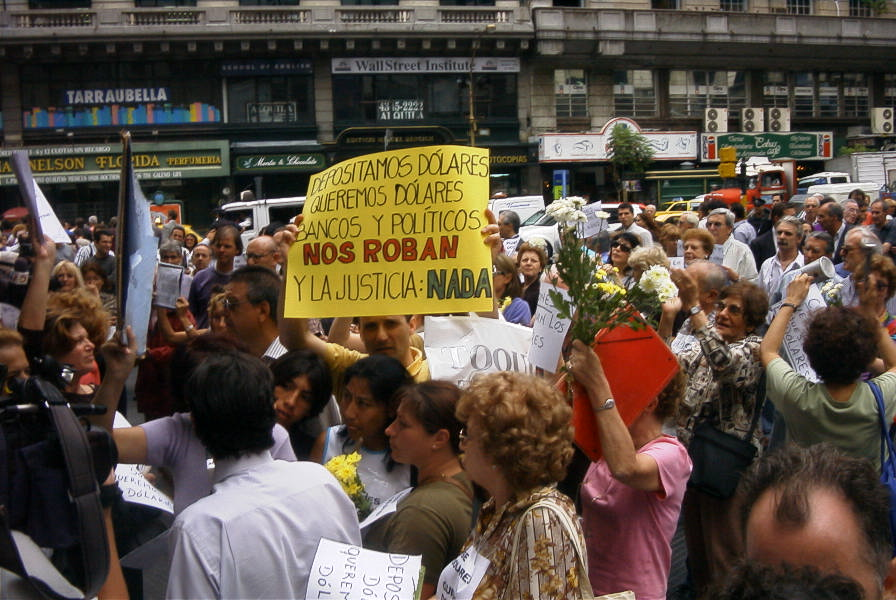

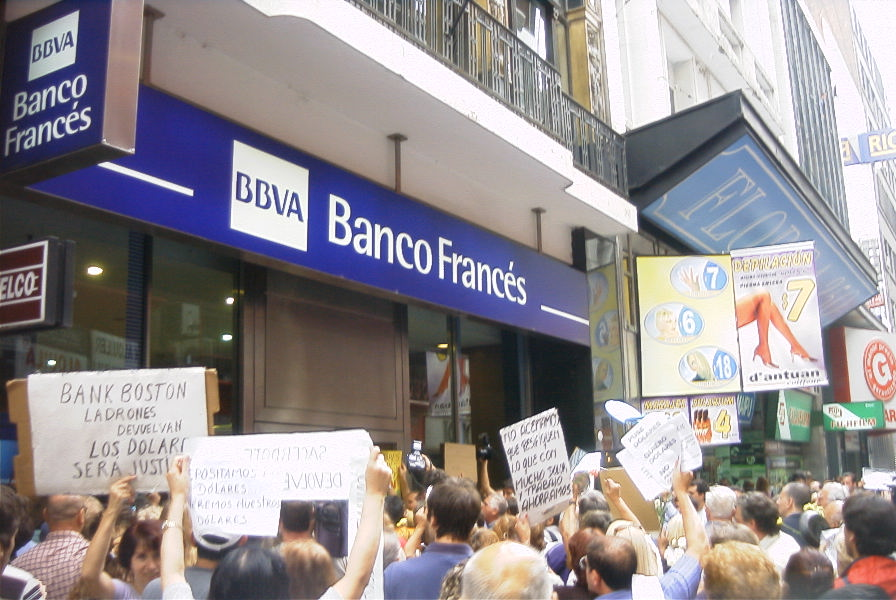

Аргентинська економічна криза — криза, що відбулась в економіці Аргентини наприкінці 1990-их — початку 2000-их років. З точки зору макроекономіки, кризовий період почався зі зменшення реального ВВП у 1999 році й завершився у 2002 році з відновленням зростання ВВП, однак причини колапсу аргентинської економіки та їхній вплив на населення помітні й нині. Іноді криза датується тільки 2001—2002 роками.
Кульмінацією кризи стали заворушення у грудні 2001 року, під час яких країну захопила хвиля мародерства. Тоді ж Аргентина оголосила про найбільший в історії дефолт (132 мільярди доларів).

## Причини
Однією з причин кризи називають монетаристські реформи Домінго Кавальйо, в ході яких була приватизована державна власність і запроваджена прив'язка національної валюти до долара США . Окрім того, для іноземних інвесторів в Аргентині створювались особливі умови — вони цілковито звільнялись від податків на 5-25 років, в результаті чого, за деякими оцінками, багатомільярдні іноземні інвестиції супроводжувались втратою принаймні 280 мільярдів доларів прибутку за десятиліття.
Жорстка прив'язка до дорогої валюти (долара) зробила аргентинські товари неконкурентноспроможними, що надалі негативно позначилось на розвитку промисловості. Окрім того, через жорстку прив'язку Центробанк Аргентини позбавив себе можливості реального впливу на ситуацію. Після того, як у 1999 році Бразилія провела девальвацію, її економіка стала привабливішою для інвесторів, ніж аргентинська. Це призвело до відтоку капіталів.
У 1990-их роках Аргентина почала виплачувати свої грошові борги за рахунок нових боргів за більш високими відсотками. Одночасно кредити брались для покриття бюджетного дефіциту. За роки президентства Карлоса Менема і Фернандо де ла Руа державний борг зріс до 132 мільярдів доларів, що надалі призвело до значних витрат з його обслуговування. Незадовго до дефолту, однак, МВФ відмовився надавати Аргентині нові кредити. У зв'язку з цим МВФ і США звинувачують у непослідовності у відношенні до Аргентини, оскільки МВФ тривалий час наполягав на проведенні жорсткої бюджетної політики й видавав Аргентині великі кредити для покриття дефіциту, але наприкінці 2001 року змінив свою позицію.
Називаються й інші причини, що сприяли більш важким наслідкам кризи:
- Недосконалість податкової системи, яка дозволяла ухилятись від сплати податків (ухиляння від сплати ПДВ становила до 40%)[7].
- Масштабна корупція[7].
- Заборгованість регіонів центральному уряду[7].
- Високі щорічні поточні боргові платежі — 5 мільярдів доларів на рік[7].
- Світова рецесія та кризи в економіках країн, що розвиваються (Південно-Східної Азії та Росії), які призвели до зменшення ВВП i відтоку капиталів з Аргентини[6][7].
- Непередбачуване збільшення поточних соціальних виплат при тому, що провадилась політика їх скорочення у довгостроковій перспективі[6].

## Часопис подій
- 24 жовтня 1999. Фернандо де ла Руа переміг на президентських виборах; перед виборами він обіцяв не змінювати неоліберальну економічну модель, створену за президентства Карлоса Менема[8]. При цьому у країні вже тоді фіксувався високий рівень безробіття й величезна різниця у прибутках між бідними й багатими[8].
- 12 липня 2001. Кредитні агентства знизили кредитний рейтинг Аргентини, що призвело до ускладнення ситуації на фінансових ринках[9].
- 2 серпня 2001. Конгрес урізав зарплатню держслужбовцям і пенсії на 13% в рамках програми жорсткої економії[10].
- 3 листопада 2001. Фернандо де ла Руа оголосив про план реструктуризації 95 мільярдів доларів державного боргу[11].
- 2 грудня 2001. Уряд оголосив про обмін державних облігацій на нові, що мають нижчі відсоткові зобов'язання і більший термін погашення[12].
- 2/3 грудня 2001. Введені жорсткі обмеження на зняття готівки з банківських рахунків — $250 на тиждень[12][13].
- 4 грудня 2001. Кредитно-рейтингове агентство Fitch присвоїло Аргентині найнижчий, дефолтний кредитний рейтинг DDD[12].
- 6 грудня 2001. МВФ заблокував виділення Аргентині чергового траншу кредиту у 1,3 мільярди доларів[14].
- 7 грудня 2001. Уряд звернувся до коштів приватних пенсійних фондів на умовах, які були розцінені як конфіскація[15].
- 12 грудня 2001. Через виплати за кредитами залишились невиплаченими 1,4 мільйони пенсій[16].
- 19 грудня 2001. Всією країною проходять масові заворушення через скрутне економічне становище; уряд заявляє про намір провести дев'яту за ліком комплексну програму економії[17].
- 20 грудня 2001:
  - У заворушеннях і сутичках з поліцією загинуло 20 чоловік[18].
  - Введено надзвичайний стан[19].
  - Міністр економіки Домінго Кавальйо подав у відставку[20].
- 21 грудня 2001:
  - Президент Фернандо де ла Руа пішов у відставку.
  - Призупинено всі бюджетні валютні операції[7].
- 23/24 грудня 2001. В. о. президента Адольфо Родрігес Саа оголосив про найбільший в історії дефолт (132 мільярди доларів)[2].
- 14 листопада 2002. Аргентина не змогла погасити черговий кредит, що створювало загрозу нового дефолту[21].

## Наслідки
У короткостроковій перспективі в Аргентині різко знизився рівень ВВП, значно знизилась купівельна спроможність населення, значно збільшився рівень бідності. За даними Світового банку, кількість населення за межею бідності в Аргентині зросла з 28,9% у 2000 році до 35,4% у 2001 й сягнула піку у 2002 році (54,3%), після чого почала знижуватись і сягнула 9,9% у 2010 році. У 2001 році співвідношення зовнішнього державного боргу до ВВП становило 56,9% від ВВП, але через дефолт і падіння ВВП до 2002 року цей показник зріс до 153,2%, після чого почав знижуватись на 20-40% на рік. З 2001 року в Аргентині падав рівень безробіття (18,3% у 2001 році, 17,9% у 2002, 16,1% у 2003; у 2009 році — 8,6%).
Для деякого зменшення ефекту наслідків кризи для населення уряд Аргентини запровадив диференційований підхід у виплаті внесків, в результаті чого банки зазнали збитків у 6-10 мільярдів доларів. Уряд також відмовився від зобов'язань у низці інфраструктурних проектів та при цьому заборонив підвищувати тарифи на комунальні послуги. Контроль над цінами став одним з найважливіших пунктів антикризової програми.